# Osendorf (Dorfen)
Osendorf ist ein Gemeindeteil der Stadt Dorfen auf der Gemarkung Stollnkirchen im oberbayerischen Landkreis Erding.

## Lage
Die Einöde Osendorf liegt etwa 300 m südlich der Autobahn A 94 an der östlichen Grenze des Landkreises Erding am nördlichen Rand des Gattergebirges.

## Geschichte

### Land- und Forstwirtschaft

Osendorf, Gutshaus

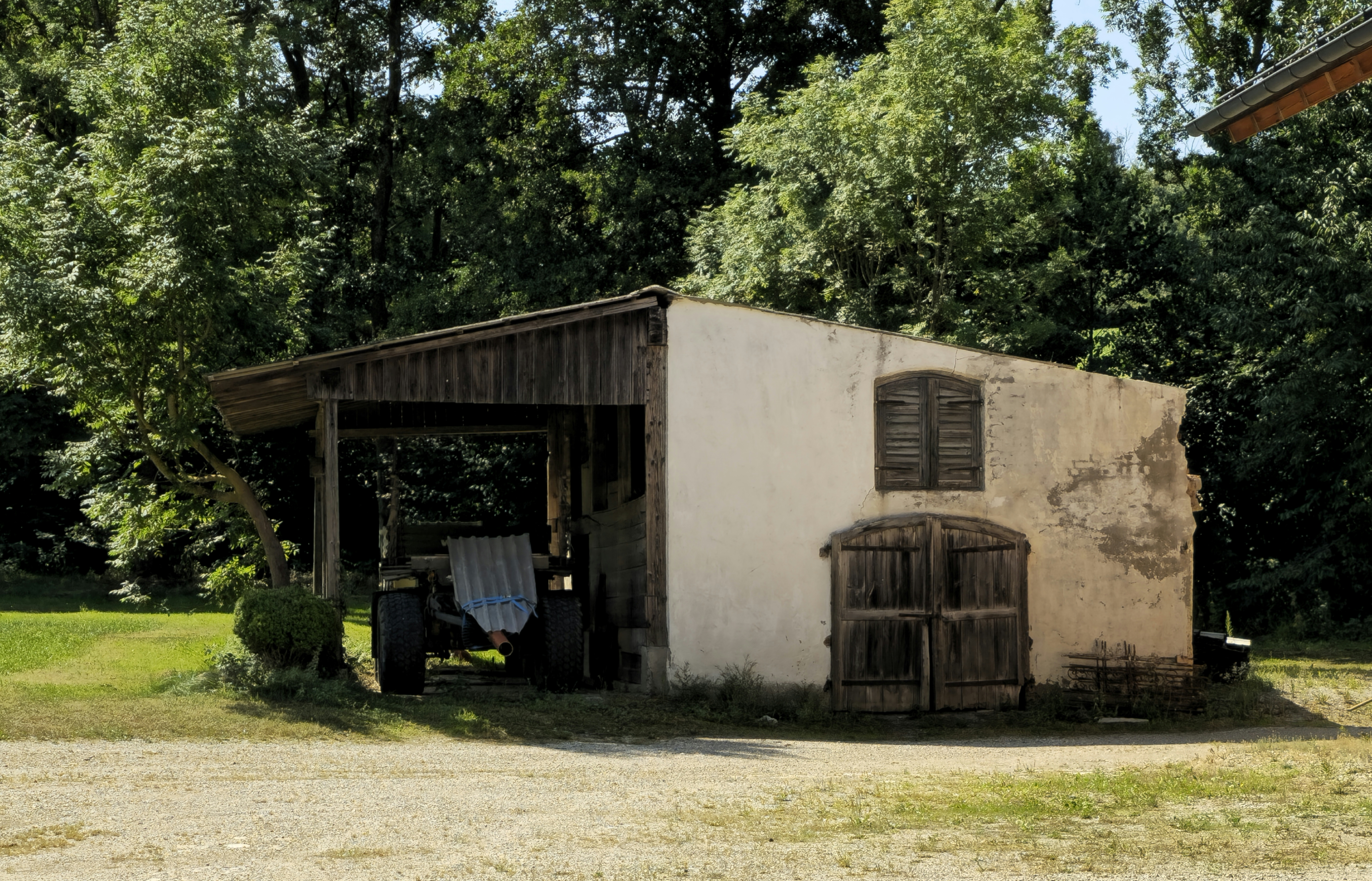
Osendorf, Gutshof-Stadel

Das Gut Osendorf war um 1850 eine normale Hofstelle. Sie gehörte der Familie Bachmayer. Nach dem frühen Tod der Magdalena Bachmayer († 1847) errichtete Martin Bachmayer († 14. April 1892) um 1850 eine eigene Brauerei in Dorfen und heiratete in zweiter Ehe 1851 die Bierbrauerstochter Rosina Storch aus Isen. Da beide erfolgreich wirtschafteten, gelang es ihnen, das Gut Osendorf schrittweise zu erweitern. Ab 1892 führte ihr Sohn Josef Bachmayer und ab 1910 dessen Sohn Albert Bachmayer Hof und Brauerei. Nach Albert Bachmayers Tod († 4. April 1965) übernahm dessen Großneffe Josef Hörmann jun. das Landgut und die Brauerei.

### Kiesgrube
Die Kiesgrube Osendorf erwies sich beim Autobahnbau als Ablagerungsstätte für bis zu 710.000 m³ Überschussmassen aus dem Bau der A 94 geeignet. Die Kosten für die Deponierung der Überschussmassen in der Kiesgrube Osendorf lagen insbesondere aufgrund der geringen Transportentfernung von durchschnittlich nur 3,9 km deutlich unterhalb der Kosten für die Deponierung in anderen in Erwägung gezogenen Ablagerungsstätten.

### Photovoltaik
Entlang der A 94 sollen auf einer Fläche von 18 Hektar (180.000 m²) Photovoltaik-Module mit einer Gesamtfläche von 135.000 m² errichtet werden, um eine Maximalleistung von etwa 7 Megawatt zu erzeugen. Um den Strom ins Netz einspeisen zu können, ist der Bau einer drei Kilometer langen Stromleitung bis zum 110-kV-Umspannwerk in Unterstollnkirchen erforderlich.

### Schießstand
Die königlich privilegierte Feuerschützengesellschaft Haag 1247 nutzt die Schießanlage Osendorf für ihr historisches Haager Feuerstutzen-Schießen in Schützentracht mit Kopfbedeckung. Das traditionelle Feuerstutzenschießen erfolgt ohne moderne Hilfsmittel. Dabei wird mit altertümlichen Feuerstutzen auf eine Distanz von 116 Metern zwischen Schießstand und dem Ziel versucht, das Schwarze auf den Scheiben bzw. den Auerhahn auf der Festscheibe zu treffen.
Der Schießstand in Osendorf wurde im Frühsommer 2018 bei einem Starkregen überschwemmt und mit Schlamm bedeckt. Mitte September 2018 konnte er aber nach erfolgreicher Wiederherstellung wieder vollumfänglich für die Kreismeisterschaft der Skeetschützen des Kreisjagdverbandes genutzt werden.

## Bevölkerungsentwicklung
Um 1871 gab es in Osendorf zehn Einwohner. Um 1950 verdoppelte sich die Bevölkerungszahl in der Nachkriegszeit des Zweiten Weltkriegs auf 20 Einwohner. Im Mai 1987 lebten dort fünf Einwohner in einem Wohngebäude.
| Jahr      | 1871 | 1925 | 1950 | 1970 | 1987 |
| --------- | ---- | ---- | ---- | ---- | ---- |
| Einwohner | 10   | 13   | 20   | 5    | 5    |